# Szlovák Tartalékosok Szövetsége
A Szlovák Tartalékosok Szövetsége (rövidítve SZTSZ, eredeti rövidítés SZVvZ) teljes megnevezése Szlovák Tartalékosok Szövetsége és Sport-Védelmi Tevékenységek) 1966-ban önkéntes polgári nem politikai szövetségként alakult, amely Szlovákia minden polgára számára nyitva áll, de különösen a minden rangú tartalékban lévő katonák számára. Polgári egyesületként érdekvédelmi katonai és sporttevékenységeket folytat, és együttműködik a Szlovák Köztársaság fegyveres erőivel. 
Szlovákia egész területén 2011-ben az SZTSZ 97 tartalékos katonai klubban kb. 2000 tagot fogott össze. Az SZTSZ alaptevékenysége különböző lövészversenyek szervezése, ahol a versenyek elsősorban a Szlovák Köztársaság fegyveres erőiben használt fegyverek lövészetére irányulnak. 

## Az SZTSZ történelme
Szlovák Tartalékosok Szövetsége és Sport-Védelmi Tevékenységek polgári egyesülete természetéből fakadóan a múlt századi un. Zvazarm egyesület utódszervezete. A Hadsereggel való Együttműködési Egyesület vagy rövidítve szlovákul Zvazarm (csehül Svazarm) egy egységes önkéntes katonai-társadalmi szervezet volt Csehszlovákiában. 1951. november 4-én alapították a 92/1951 a katonai kiképzésről szóló törvény értelmében Abban az időben 10 társadalmi szervezetet kollektív tagként tömörített egy szervezetbe. Az egyesülési 1952-ben tartott kongresszusán váltott egyéni tagságra. 
A Zvazarm felkészítette az ifjúságot egyes állami védelmi feladatok elvégzésére. Lefedte a katonai sport és a műszaki érdeklődésre számot tartó tevékenységeket, ideértve a ciklotriális, az elektronika, a kinológia, a repülés, a modellezés, a motorizálás, a tájfutás, az ejtőernyőzés, a búvárkodás, a rádióamatőr, a lövészet, a siklóernyőzés és még sok más tevékenységet is. 
A műszaki sportok fejlesztésére, különös tekintettel a lövészetre, 1966-ban alakult a tartalékban lévő katonák szövetsége. A Csehszlovákia felbomlása után annak utódszervezete, a Szlovák Tartalékos Katonák Szövetsége 1993-ban jött létre Szlovákiában önkéntes polgári nem politikai szövetségként. Később a nevét kiterjesztették jelenlegi formájára – a Szlovák Tartalékosok Szövetsége és Sport-Védelmi Tevékenységekre. 
A Szlovák Tartalékosok Szövetségének első elnöke Miroslav Jánoš tartalékos őrnagy lett, aki ezen a poszton 26 évig tevékenykedett. Az SZTSZ nyolcadik közgyűlésén, 2019. október 26-án mondott le posztjáról. 

## Szervezeti felépítés
A Szlovák Tartalékosok Szövetségének szervezeti felépítése az alapszabályban rögzítve van. Rendszeres újra kiadását a Közgyűlés ülésén hajtják végre, amely az szövetség legmagasabb szintű irányító testülete. 
Az Szövetség új szervezeti felépítését az SZTSZ 8. Közgyűlésén fogadták el, amelyre 2019. október 26-án került sor. Az új koncepció az, hogy észszerűsítse a Szövetség irányítását, megőrizze a régiók hangját és aktiválja a Szövetség tagjainak szélesebb körét. Megszűntek a szükségtelen és diszfunkcionális köztes kerületi fokozati Szövetségek, és kibővültek az alelnöki posztok és feladataik, akik az Szövetség irányításának és fejlesztésének egyes területeire szakosodtak és érte felelősek. 
Az Szövetség legmagasabb, országos szintű szervezeti felépítése a következő hierarchiával rendelkezik (a legmagasabbtól a legalacsonyabbig terjedően): 
- Küldöttgyűlés
- Központi Tanács
- Elnökség (az elnök vezetésével)
- Felügyelő bizottság

A Központi Tanács a Szövetség legfelsőbb testülete a küldöttgyűlésközi időszakokban. Kilenc szavazati joggal rendelkező tagból áll, míg az egyenlő szavazatok esetén a Szövetség elnökének szavazata a döntő. A Központi tanács az Elnökségből (az elnök és a négy elnökségi tag mint alelnökök) és Szlovákia régiói négy képviselőjéből áll, a Szlovák Köztársaság 1990. december 18-ig érvényes területi-közigazgatási megoszlása alapján (Pozsony, Nyugat, Közép és Kelet). 

## A Szövetség által szervezett versenyek

### Lövészeti többtusa
A Szövetség klasszikus versenye a lövészeti többtusa, amely egyéni és háromtagú csapatok közti katonai-sport verseny. A verseny alapelve az, hogy öt versenyfajt teljesítsen (négyet a csapatokban nem részt vevő egyéni versenyzők esetében). A lövészeti többtusa versenyfajai: 
- Céllövészet nagy kaliberű pisztolytól 25 m távolságra elhelyezett céltáblára
- Céllövészet három pózból félautomata öntöltő karabélyból 50 m-re elhelyezett céltáblákra
- Gumi gránáttal célba dobás
- Harci lövészet pisztolyból
- Céllövészet kis kaliberű puskával – csapatok közti verseny

### Lövészeti triatlon
A lövészeti triatlon az egyének hagyományos versenye, amely két technikai lövészeti ágból áll, a nagy kaliberű pisztolyok és a nagy kaliberű revolverek 7,62 – .45 (11 mm) célzott (pontos) céltáblára történő lövészetéből. 
- 2 x 5 lövés a 135-P céltáblára (zöld, nemtakart körben lévő figura)
- 2 x 5 lövés az 50/20 céltáblára (nemzetközi pisztoly céltábla)
- 2 x 5 lövés az SCS D-1 kétközépponti céltábla (papagáj)

### Lövészet félautomata öntöltő karabélyból
Ez a lövészet 2013-tól szerepel önálló versenyként az SZTSZ naptárában. Ez egy hárompózos verseny az Sa 58-as polgári változatú (félautomata öntöltő) karabély lövészetében, amely a múlt század hatvanas és hetvenes éveinek fordulója óta a csehszlovák hadsereg katonáinak alapvető fegyverzetéhez tartozott (automata változatban), és onnan átkerült a fegyver utódseregekbe. 
A lőállás 100 méterre van a céltáblától. A verseny két külön lövészágban zajlik, amelyek külön vannak kiértékelve – Standard vagy Open. Míg a Standard versenyszámban csak az eredeti nyitott célzókkal lehet részt venni, addig az Open versenyszámban alkalmazhatók optikai célzóeszközök (kolimátorok, távcsövek, diopterek). Egy versenyző megfelelő felszereléssel részt vehet mindkét versenyszámban. 
Mindegyik versenyszám 3x10 lövéses tételből áll a 135-P céltáblára (zöld figura körökkel), amelyek három különböző testhelyzetből teljesítendők: 
- fekvőhelyzetből
- állóhelyzetből
- térdepelve

Mindegyik versenyszám időkorlátozott. 

### Nemzetközi versenyszám REPIKO
Ez az SZTSZ legifjabb versenyszáma. Eredete Csehország, 2016-ban a cseh szomszédunktól volt átvéve és bevezetve mint hivatalos versenyszám. Egy évvel később már hivatalos kvalifikációs versenyek és országos Szlovák döntő volt szervezve ebben a versenyágban is. 
A REPIKO egy közkedvelt csapatversenyszám, amely tartalmaz úgy dinamikus, mint precíziós elemeket is. A nevét egy rövidítésnek köszönheti, ami a – REvolver, PIsztoly, KOllektív szavak kezdő betűiből áll. Ez egy háromtagú csapatok közti verseny, ahol dönt a pontos céllövészet céltáblára és a gyorslövészet fém lebillenő figurákra. 
A versenyszám közkedveltségét a csapatok közti versenyzésnek, valamint a csapatok tagjainak közreműködési képességének köszönheti, ahol a lényeg a koordináción és a csapatmunkán van. Ez a versenyszám nagykaliberű pisztolyból vagy revolverből 7,62 – .45 (11 mm) történik. Kötelező a védelmi eszközök használata úgy a szem, mint a hallás védelem. 

## Együttműködés a minisztériumokkal
A sport és lövésztevékenységen kívül az SZTSZ társadalom politikailag is aktívan tevékenykedik mind hazai, mind nemzetközi szinten, odahaza a Védelmi Minisztériummal, Vezérkarral a Belügyminisztériummal, valamint a többi hazai és külföldi katonai szövetségekkel egyaránt, akik valamilyen kapcsolatban állnak a fegyveres erőkkel. Ezzel kapcsolatban az SZTSZ igyekszik összekötő kapcsot képezni a fegyveres erők és a nyilvánosság között, ahol segíteni akar számos fontos védelmi és biztonsági kérdés megoldásában. 
A Szlovák Köztársaság Védelmi Minisztériuma elfogadja az SZTSZ-t mint egyetlen szlovákiai tartalékban lévő katonák képviseleti szervezetét, és együttműködési megállapodást kötött velük. 

## Tagság nemzetközi szervezetekben
Az SZTSZ 1993-tól tagja a közép-európai Gaminger Iniciatíva katonai tartalékosok nemzetközi szövetségének, valamint 1999-től asszociált tagja a CIOR katonai tartalékosok nemzetközi világszervezetének. 
A Gaminger Iniciatíva a közép-európai katonai tartalékosok független nemzetközi szervezete, melynek jelenlegi tagjai Németország, Svájc, Olaszország, Magyarország, Csehország, Szlovákia, Lengyelország, Horvátország, Szlovénia és Macedónia. Célja segíteni és aktivizálni a katonai tartalékosok szövetségeit az egyes tagországokban és közreműködni velük a közös európai biztonság növelésében. 
A CIOR nemzetközi szervezete jelenleg több mint 1,3 millió katonai tartalékost tömörít a világ 36 NATO tag és kívüli országából. A CIOR összekötő kapocs a katonai tartalékosok és NATO között, segíti a katonai tartalékosok szervezeteit, segíti jogaikat, aktivitásaikat és képzésüket mindegyik tagországban és NATO partnereiknek. 

## Fordítás
Ez a szócikk részben vagy egészben  a   Slovenský zväz vojakov v zálohe című szlovák Wikipédia-szócikk ezen változatának fordításán alapul.  Az eredeti cikk szerkesztőit annak laptörténete sorolja fel. Ez a jelzés csupán a megfogalmazás eredetét és a szerzői jogokat jelzi, nem szolgál a cikkben szereplő információk forrásmegjelöléseként.